# El Niño, Mexiko
El Niño är en ort i Mexiko.   Den ligger i kommunen Tijuana och delstaten Baja California, i den nordvästra delen av landet, 2 300 km nordväst om huvudstaden Mexico City. El Niño ligger 229 meter över havet och antalet invånare är 8 999.
Terrängen runt El Niño är huvudsakligen kuperad, men åt sydväst är den platt. Runt El Niño är det tätbefolkat, med 913 invånare per kvadratkilometer. Närmaste större samhälle är Tijuana, 19,8 km väster om El Niño. Omgivningarna runt El Niño är i huvudsak ett öppet busklandskap.